# Equatoriaal-Guinea
Equatoriaal-Guinea (uitspraak: [ˌekʋatoriˈjal ɣiˈneja]), officieel de Republiek Equatoriaal-Guinea (Spaans: República de Guinea Ecuatorial, Frans: République de Guinée équatoriale, Portugees: República da Guiné Equatorial), is een land in Afrika, bestaand uit een continentaal gedeelte, Mbini, dat grenst aan Gabon en Kameroen, en het eiland Bioko, waar de hoofdstad Malabo ligt. Bij het land hoort ook het eilandje Annobón.

## Geschiedenis
Het gebied werd rond 1472 verkend door de Portugees Fernão do Pó. Bij het Verdrag van El Pardo (1778) stond Portugal het af aan Spanje. Rio Muni werd op 9 januari 1885 een Spaans protectoraat en in 1900 een kolonie van Spanje. In 1926 werd het eiland Fernando Poo hier aan toegevoegd. In 1963 verleende dictator Franco, die destijds Spanje bestuurde, Spaans-Guinea zelfbestuur. De Spaanse Hoge Commissaris benoemde de gematigde nationalist Bonifacio Ondó Edu tot minister-president.
Op 12 oktober 1968 werd Equatoriaal-Guinea onafhankelijk. Ondó Edu verloor het premierschap en de leider van de extreemlinkse Partido Unido Nacional del Trabajador (PUNT, Verenigde Nationale Arbeiderspartij), Francisco Macías Nguema werd de eerste president. Na anti-Spaanse rellen werden in 1969 alle Spanjaarden het land uitgezet. President Macías Nguema voerde een dictatuur met persoonlijkheidscultus in en liet zich in 1972 uitroepen tot 'president voor het leven'. In 1974 liet hij massaal tegenstanders van zijn regime executeren. In 1978 vaardigde de president een verbod op godsdienstoefeningen uit en werd het land een 'atheïstische republiek' naar het voorbeeld van dictator Enver Hoxha in de volksrepubliek Albanië.
In augustus 1979 pleegde de neef van de president, onderminister van Defensie generaal Teodoro Obiang Nguema Mbasogo, een coup. Hij liet president Macías Nguema executeren en werd zelf president. Godsdienstoefeningen werden weer toegestaan en het socialistische economisch beleid werd radicaal gewijzigd (geleidelijke invoering vrije markteconomie). Generaal Nguema Mbasogo trad echter hard op tegen tegenstanders van zijn regime, met name tegen die van de bevrijdingsbeweging GNBA (Nationalistische Groep van het Bubi-volk van de Eerste April).
In 1986 probeerden hoge militairen het bewind van Nguema Mbasogo omver te werpen, maar de president bleef stevig in het zadel zitten. In 1987 richtte Nguema Mbasogo de Partido Democrático Guinea Ecuatorial (Democratische Partij van Equatoriaal-Guinea, PDGE) op. De PDGE werd de enige toegestane partij. In 1991 werd officieel het meerpartijenstelsel ingevoerd. Politieke partijen (behalve de PDGE) moeten echter aan zoveel regels voldoen dat er geen sprake is van een echte oppositie.
In 1996 werd Obiang Nguema Mbasogo met een overweldigende meerderheid als president herkozen. Dit gebeurde ook in de daarop volgende verkiezingen. In 2016 werd hij weer herkozen met 93,7% van de stemmen. Zijn belangrijkste tegenkandidaat was Avelino Mocache Benga, hij kreeg 1,5% van de stemmen. De opkomst was 92,9%.
In november 2011 werd een nieuwe grondwet aangenomen. Hierin staat dat de president maximaal twee perioden van zeven jaar aan het hoofd mag staan. De functie van vicepresident werd heringevoerd. In juni 2016 werd de zoon van de president, Teodorin Obiang, benoemd tot vicepresident.

## Geografie
Het land bestaat uit twee oude Spaanse koloniën, die samen Equatoriaal-Guinea vormen. Rio Muni, ook wel Mbini genoemd, ligt op het vasteland, het eiland Bioko ligt meer naar het noordwesten, voor de kust van Kameroen. Naar oppervlakte gemeten is het land iets kleiner dan België. Het eilandje Annobón heeft een oppervlakte van 17 km² en Bioko is 2017 km² groot. Alleen Annobón ligt ten zuiden van de evenaar.
Het hoogste punt van Equatoriaal-Guinea ligt op 3008 m (Pico Basilé). Het grenst voor 350 kilometer aan Gabon en de grens met Kameroen is 189 kilometer lang. De grenzen zijn vastgesteld door de Franse en Spaanse autoriteiten. Het zijn rechte lijnen op de landkaart en alleen dicht bij de kust volgt de grens de loop van de aanwezige rivieren. In het noorden, aan de grens met Kameroen, is dit de Campo of Ntem en in het zuiden, bij Gabon, de Muni. De kustlijn bedraagt 296 kilometer. De Santa Isabel, 3007 meter hoog, is de enige actieve vulkaan van het land. Deze kwam in 1923 de laatste keer tot uitbarsting.

## Klimaat
Het land ligt in de tropische klimaatzone en heeft grotendeels een moessonklimaat met duidelijke droge en natte perioden. Van juni tot augustus is het droog in Mbini en nat in Bioko, maar tussen december en februari is de situatie omgekeerd. De temperatuur schommelt tussen de 16°C en 33°C op Bioko en op het vasteland is de gemiddelde temperatuur zo'n 27°C. De meest natte plaats is Ureka op Bioko waar jaarlijks bijna 11 meter neerslag valt.

## Natuur
Enkele voorbeelden van diersoorten die enkel en alleen voorkomen in Equatoriaal-Guinea (en dus endemisch zijn) zijn de spinnensoorten Acontius aculeatus, Acontius humiliceps, Cyphonisia manicata, het knaagdier Hybomys basilii en zoogdier Sylvisorex isabellae. Veel van deze soorten komen enkel voor op het eiland Bioko.

## Bevolking

### Demografische gegevens
- Natuurlijke bevolkingsgroei:[6]
  - 2,8% (1975-2002)
  - 2,5% (2002-2015)
- Geboorten (per 1000 inwoners)
  - 36,56 (2004, per 1000 inwoners)
- Overlijdens (per 1000 inwoners)
  - 12,27 (2004, per 1000 inwoners)
- Levensverwachting
  - 50,5 jaar (v) - 47,7 jaar (m) (2002)

### Taal
Het Spaans en Frans zijn officiële talen in Equatoriaal-Guinea. Daarnaast wordt er door de plaatselijke bevolking Fang en Bubi gesproken.

### Religie
Equatoriaal-Guinea is overwegend katholiek. In 1978 werd de staat atheïstisch en de uitoefening van godsdienst werd verboden, maar na de omverwerping van het regime-Macias Nguema in 1979 werd de godsdienstvrijheid hersteld. Een klein aandeel, minder dan 5%, is aanhanger van de islam.

## Politiek

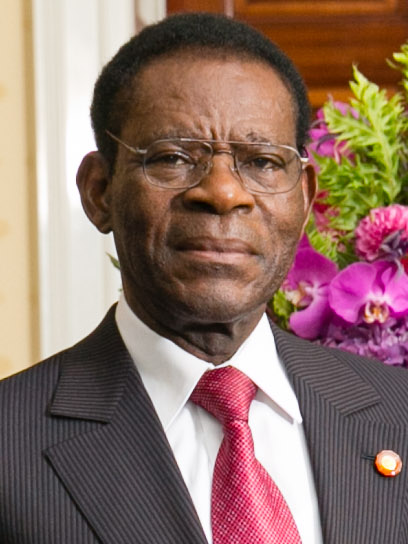
President Teodoro Obiang Nguema Mbasogo

### Staatsinrichting
Het staatshoofd van Equatoriaal-Guinea is president Teodoro Obiang Nguema Mbasogo, die sinds 3 augustus 1979 aan de macht is. Daarnaast kent het land een vicepresident en een premier. Teodoro Nguema Obiang Mangue, de zoon van de president, bekleedt sinds 2016 het vicepresidentschap. De premier van het land is sinds 2023 Manuela Roka Botey, de eerste vrouw in deze functie.
Het parlement van Equatoriaal-Guinea bestaat uit twee kamers: de Cámara de los Diputados (tot 2013: Cámara de Representantes del Pueblo) (Lagerhuis) en de Senado (Hogerhuis). De senaat bestaat uit 70 personen, waarvan 55 worden gekozen en 15 direct door de president worden benoemd.
De voornaamste politieke partij is de Partido Democrático de Guinea Ecuatorial (PDGE), die opgericht werd in 1987 en tot 1991 de enige toegelaten politieke partij was in het land.

### Bestuurlijke indeling
Equatoriaal-Guinea is onderverdeeld in twee regio's (Spaans: región; Frans: région; Portugees: região), samengeteld heeft het land zeven provincies.

### Vrijheden
Het land scoort extreem slecht op het gebied van politieke vrijheden en burgerrechten. Er worden geregeld verkiezingen gehouden maar deze zijn niet open en niet vrij. Het regime is uitermate repressief, politieke tegenstanders worden opgesloten, burgerrechtenorganisaties tegengewerkt en de pers gemuilkorfd. De macht is geconcentreerd bij de president en naaste familieleden. Rechters zijn niet onafhankelijk en de veiligheidsdiensten hebben ruime bevoegdheden inclusief martelen. Volgens Verslaggevers Zonder Grenzen scoort het land ook slecht wat de persvrijheid betreft, het staat op plaats 164 van de 180 landen die zijn beoordeeld.
Op 19 september 2022 werd de invoering bekendgemaakt van een nieuw strafwetboek, waarin de doodstraf niet meer voorkwam. Het land vormt daarmee een uitzondering in Afrika, hoewel executies in de meeste landen achterwege blijven.

## Cultuur

### Feestdagen in Equatoriaal-Guinea
| Datum             | Nederlandse naam              | Lokale naam                    |
| ----------------- | ----------------------------- | ------------------------------ |
| 1 januari         | Nieuwjaarsdag                 | Año Nuevo                      |
| 8 maart           | Internationale Vrouwendag     | Día de la Mujer                |
| Plaatselijk feest | Goede Vrijdag                 | Viernes Santo                  |
| 1 mei             | Feest van de Arbeid           | Fiesta del Trabajo             |
| 25 mei            | Dag van Afrika                | Día de África                  |
| 5 juni            | Verjaardag van de president   | Cumpleaños del Presidente      |
| (wisselend)       | Sacramentsdag                 | Corpus Christi                 |
| 3 augustus        | Dag van de strijdkrachten     | Fiesta de las Fuerzas Armadas  |
| 15 augustus       | Maria-Tenhemelopneming        | Asunción                       |
| 12 oktober        | Nationale feestdag            | Fiesta Nacional                |
| 17 november       | Heilige Isabella van Portugal | Santa Isabel                   |
| 10 december       | Dag van de Mensenrechten      | Día de los Derechos del Hombre |
| 25 december       | Kerstmis                      | Navidad                        |

### Volkslied
Het volkslied van Equatoriaal-Guinea heet Caminemos Pisando la Senda de Nuestra Inmensa Felicidad.

## Sport

### Voetbal
Equatoriaal-Guinea werd gekozen als mede-organisator van de Afrika Cup 2012 in samenwerking met Gabon. Equatoriaal-Guinea won zijn eerste wedstrijd tegen Libië in Groep A met 1-0.
Het land werd ook gekozen als organisator van het Afrikaans kampioenschap voetbal vrouwen in 2008. Het nationale vrouwenelftal won het Afrikaans kampioenschap voetbal vrouwen 2008, en plaatste zich bijgevolg voor het wereldkampioenschap in 2011 in Duitsland.
In 2015 verving Equatoriaal-Guinea Marokko als organisator van de Afrika Cup, nadat Marokko het toernooi wilde uitstellen vanwege de ebola-uitbraak in West-Afrika en derhalve werd gediskwalificeerd.

### Zwemmen
Naast voetbal is ook zwemmen een relatief grote sport in Equatoriaal-Guinea. Bekende zwemmers zijn Eric Moussambani en Paula Barila Bolopa.

## Economie
De valuta van Equatoriaal-Guinea is de CFA-frank. Het BNP tegen marktprijzen van de natie bedroeg in 2014 circa $21,5 miljard. In de periode 2000 tot 2008 realiseerde het land een reële economische groei van 30% als gevolg van een sterke toename van de olieproductie. Na 2008 stagneerde en daalde de productie, maar het land profiteerde van hogere energieprijzen en grote investeringen in de infrastructuur als een gevolg van het nationale ontwikkelingsplan Horizonte 2020. Vanaf 2013 kromp de economie door dalende overheidsinkomsten, vooral als een gevolg van een halvering van de olieprijs in 2015, waardoor de uitgaven ook naar beneden zijn bijgesteld.

### Landbouw
Het eiland Bioko heeft een vruchtbare, vulkanische bodem die ideaal is voor het verbouwen van cacaobonen. Mede door de houtkap die nodig is om landbouwgebieden te creëren, is hout nu samen met olie het belangrijkste exportproduct in Equatoriaal-Guinea. Deze grootschalige houtkap heeft veel nadelige gevolgen voor het milieu. Landbouw heeft slechts een bescheiden aandeel in de economie al is het de belangrijkste werkgever.

### Oliewinning
Sinds het eind van de jaren negentig wordt er olie gewonnen. In 2012 produceerde Equatoriaal-Guinea iets meer dan 320.000 vaten olie per dag, maar in 2020 was dit gehalveerd. Olie is veruit het belangrijkste exportproduct, gevolgd door hout. In 2019 was de totale exportwaarde $4,4 miljard waarvan $2,6 miljard aan olie en olieproducten. Het meeste oliegeld blijft in handen van de presidentiële clan en in 2006 leefde driekwart van de bevolking onder de armoedegrens. Het land werd op 25 mei 2017 lid van de OPEC.

### Nieuwe hoofdstad
De regering investeert miljarden dollars in de bouw van een nieuwe hoofdstad, Ciudad de la Paz (voorheen Oyala genoemd). De stad moest aanvankelijk in 2020 klaar zijn en is berekend op 200.000 inwoners. Een bibliotheek van de nieuwe International University of Central Africa, een luxe hotel met 450 kamers en golfbanen zijn al gebouwd in het midden van het ongerepte bos. Een van de argumenten om de stad zo'n 150 kilometer landinwaarts te bouwen is het gevaar van aanvallen vanuit zee op de huidige hoofdstad.

## Verkeer en vervoer
Er zijn vijf vliegvelden, allemaal uitgerust met verharde start- en landingsbanen. In het land is geen spoorwegennet aangelegd. Het totale onverharde wegennet is 2880 kilometer lang. Het land bouwt ook een netwerk uit van autosnelwegen.